# Equipe santa-lucense na Copa Davis
A equipe santa-lucense na Copa Davis representa Santa Lúcia na Copa Davis, principal competição de tênis masculina por equipes do mundo. É administrada pela St. Lucia Lawn Tennis Association.